# Wie Kunst Ihr Leben verändern kann
Wie Kunst Ihr Leben verändern kann ist ein Buch des Autorenteams Alain de Botton und John Armstrong, das 2013 auf Englisch zuerst in London erschienen ist. Es beschreibt, wie ein Betrachter sich allen Formen von Kunst auf eine Weise nähern kann, die ihn bei der Lösung seiner Alltagsprobleme unterstützt. Darüber hinaus entwickeln sie weitreichende Vorschläge, wie diese „therapeutische Funktion“ von Kunst (englischer Titel des Buches: „Kunst als Therapie“) in Museen und in der Öffentlichkeit besser genutzt werden könnte. An jedes Kunstwerk sollte man mit der Frage herantreten: „Welche Lehren möchtest du uns erteilen, die uns in unserem Leben helfen können?“ Konsequent und paradox zu Ende gedacht schließt das Buch mit dem Satz: „Das letztendliche Ziel des Kunstliebhabers sollte sein, eine Welt zu errichten, in der Kunstwerke ein kleines bisschen weniger notwendig sind als heute.“
Das Buch ist durch 141 meist farbige, den nebenstehenden Text unmittelbar illustrierende Reproduktionen, durch didaktische Wiederholungen, eine Liste der abgebildeten Werke, ein Register, Quellen- und Bildnachweise aufbereitet. Das Autorenteam zeigt sich in der Popularisierung seiner Ideen überhaupt als sehr erfahren: de Botton zum Beispiel hat eine ganze Reihe von Büchern und Artikeln zu heutigen Lebensfragen veröffentlicht, ist Gründer der School of Life mit Stützpunkten weltweit und ist Geschäftsführer des Projekts Living Architecture in Großbritannien.

## Das Konzept von „Kunst als Therapie“

### Bedürfnis nach Kunst
Die Verbreitung und Ausweitung der Museums-Shops mit ihrer Vielfalt von Plakaten, Postkarten und Devotionalien beweise, dass ein großes Bedürfnis bestehe, Kunst in den privaten Alltag zu integrieren. Wir umgeben uns mit Stellvertretern von Kunst, um uns selbst und unserer Umgebung etwas über uns mitzuteilen. Diese Ahnungen und Erprobungen eigener Entwicklungsmöglichkeiten, dieses „therapeutische“ Bedürfnis führe vermutlich zu den unterschiedlichen Auffassungen von Schönheit, dem positiven Ausdruck der dahinter stehenden Bedürfnisse.

### Inspiration durch Kunst
„Genau wie andere Werkzeuge vermag Kunst unsere Fähigkeiten zu erweitern über das, was die Natur uns von vornherein mitgegeben hat.“ Kunst könne kompensieren, lenken, mahnen, trösten und den Betrachter befähigen, „das Beste aus sich zu machen.“ „Die Kunst ist ein Bild von einem Ziel – sie zeigt uns, wohin wir gehen sollen.“
Die wichtigsten potenziellen Lektionen der Kunst seien in der Regel recht einfach: Geduld, Neugier, Belastbarkeit, Transparenz und eine Balance von Optimismus und Pessimismus. Insbesondere helfe die Kunst, uns an Personen und Ereignisse zu erinnern, uns in unserem Leid nicht allein zu fühlen, unser Bewusstsein zu schärfen für die unentwickelten Seiten unserer Persönlichkeit oder für unsere wechselnden Stimmungen, durch Konfrontation mit dem Unerwarteten beweglicher zu werden und Uninteressiertheit infolge von Gewohnheit mit Hervorhebungen von Alltäglichem aufzubrechen.
Kunstwerke seien Wegweiser, Anregungen oder Einladungen, mit deren Hilfe jeder Betrachter entsprechend seinen individuellen Bedürfnissen einen erweiterten Blick auf die Welt einüben und realisieren könne: Die rostige Stahlwand Fernando Pessoa von Richard Serra z. B. verdeutliche mit ihrer dunklen Größe den Anteil von Traurigkeit am Verlauf des Lebens, Ben Nicholsons 1943 (Gemälde) zeige dagegen mit seiner ausgewogenen Komposition von Farben und Formen ein Vertrauen in menschliche Planung.

### Akademische Verkürzung der Kunst
Diese relevante therapeutische Funktion, die die Kunst immer gehabt habe, sei in der modernen Kunstwissenschaft zu kurz gekommen. Ihre Schwerpunkte der Untersuchung seien nur noch künstlerische Mittel, politische und historische Zusammenhänge. Diese akademische Beschäftigung mit Kunst bleibe eine sinnvolle Vorarbeit und Ergänzung für die angestrebte Verbindung von Kunst und Leben – aber erst in dieser neuen Perspektive erhalte die akademische Tradition den ihr gebührenden Platz. Aus ihrer Prämisse einer therapeutischen, also heilenden und inspirierenden Funktion von Kunst folgern die Autoren darüber hinaus die Notwendigkeit einer ganzen Reihe von Änderungen in der Produktion und Präsentation von Kunst, bei der Themenstellung der Künstler und ihrer Rolle, bei der Funktion von Galerien und Museen, in Stadtplanung und Politik.

### Lebenshilfe für Individuen
Nach ihren eher systematischen Ausführungen wenden sich die Autoren zwei Hauptproblemen unserer Existenz zu, der Liebe und der Natur, an denen sie die Brauchbarkeit ihres Ansatzes an mehreren Beispielen demonstrieren:
Da auch die Liebe unter den Gewohnheiten und Belastungen des Alltags altert, können Kunstwerke zu Aufmerksamkeit, Freundlichkeit und Zärtlichkeit in Beziehungen neu motivieren, was die Autoren ebenfalls durch die Beschreibung von Kunstwerken illustrieren. Durch die vielen Beispiele der genauen Naturbeobachtung könnten auch wir von Künstlern lernen, besser und mehr zu sehen und aus den Angeboten der Natur das zu wählen, was uns besonders berührt. Die Beschäftigung mit Kunst wird so zu einer Schule des Sehens und Lebens.

## Neue Maßstäbe für Kunst in der Gesellschaft
Vor allem in den beiden letzten Abschnitten untersuchen die Autoren den Einfluss von Geld und Politik auf die Produktion, Distribution und Präsentation von Kunst in der Gesellschaft. Sie beschreiben einen Paradigmenwechsel in der Aneignung von Kunst sowohl durch Kunstliebhaber als auch durch Universitäten und Museen.

### Soziales Engagement der Kunst
In der Geschichte habe Kunst die politischen Standpunkte der Schwachen wie der Starken vertreten – gesellschaftliches Engagement sei der Kunst daher nicht fremd. Erst im romantischen Ideal des Genies habe sich das Publikum von seinen Themenerwartungen verabschiedet. Hier fordern die Autoren analog zur individuell therapeutischen Funktion eine heilende, sich den Aufgaben ihrer Zeit stellenden Kunst, die es schafft, auf national relevante Fragen wie Gerechtigkeit, Zusammenhalt und Identität mit Kunstwerken zu antworten.

### Therapeutische Strategien der Museen
Damit diese Kunst individuell und gesellschaftlich leichter inspiriert, schlagen die Autoren den Museen andere Schwerpunkte ihrer Anschaffungen und Ausstellungen vor. Die Ankäufe richten sich zu oft nach den Interessen ihrer Wohltäter und Stifter, nach Ideologien und Moden der Erziehung, nicht aber nach der therapeutischen Funktion von Kunst. Die Präsentation von Kunst sei in der Regel durch eine abstrakte, scholastische Anordnung der Objekte nach Regionen, Zeiten, Kunstarten, Werkstätten und Künstlern beherrscht und damit dem Publikum und seinem inneren Erleben entfremdet. Es fehle meist eine therapeutische Präsentation, die mit auch psychologischen statt nur kunsthistorischen Bilderläuterungen den existentiellen Fragen des Publikums mehr entgegenkommen. Daher schlagen sie eine radikale Änderung auch der Anordnung von Kunstwerken nach emotionalen Themen (Leiden, Mitgefühl, Furcht, Liebe, Selbsterkenntnis) vor, was aber eine Neustrukturierung der die Kunst verwaltenden Institutionen bedeuten würde.

### Öffentliche Funktion der Kunstkritik
Die Autoren fordern eine stärkere öffentliche Kritik an den durch rationale Planung und Einfluss von Finanziers verursachten geschmacklichen Katastrophen bei Bauten in der Öffentlichkeit, sehen aber auch die Grenzen der öffentlichen Meinung, sich überhaupt hier einzubringen und dann auch noch die von den Autoren befürwortete Ausrichtung von Kunst an den existentiellen Fragen der Zeit einzufordern. Ein aufgeklärter Kapitalismus, eine allgemeine Entwicklung des Geschmacks benötige aber zusätzlich eine engagierte Kunstkritik, eine vor allem psychologische Beratung der Käufer von Kunst durch Galeristen, eine wenigstens z. T. neue Rolle der Künstler als „Choreografen“ von Erfahrungen sowie eine Zensur der Nutzung öffentlicher Flächen durch eine dem ethischen Wachstum der Gesellschaft verpflichtete Stadtplanung – hier seien die gewählten Körperschaften gefragt.

## Rezeption und Kritik
Mehrere renommierte Museen haben sich durch dieses umfassende Programm nicht abschrecken lassen und den Kontakt gesucht: auf der Basis ihres lebenspraktischen Ansatzes konnten die Autoren 2014 Ausstellungen in drei großen Museen (Rijksmuseum in Amsterdam, National Gallery of Victoria in Melbourne, Art Gallery of Ontario in Toronto) mitgestalten.
Der Umfang dieses radikalen Reformprogramms verursacht aber erwartungsgemäß sowohl heftige Kritik wie auch Zustimmung:
- In Psychologie heute bezeichnet Alexander Kluy die Autoren als „geschichtslose Spaziergänger“ auf dem Weg zu „gefühligen Wellnessmaßnahmen“. „Die beiden schreiben nicht. Sie palavern. Oberflächlich, eitel, beklemmend banal“. Er wirft ihnen „viele haarsträubende Fehler“ vor – ohne allerdings einen einzigen zu benennen.[21]

- Florian Illies sieht in Zeit Online das „Magische, fast Heilige“ der Kunst, ihren „Zauber“ durch groteske therapeutisch-pädagogische Indienstnahmen zerstört.

- Im Portal Kunstgeschichte wird Stefanie Handke trotz des „spannenden Ansatzes“ überwiegend enttäuscht von Allgemeinplätzen, Bevormundung und der Unterordnung der Kunst als Mittel der Selbstoptimierung.[22]

- Kathleen Hildebrand findet in der Süddeutschen Zeitung den Ansatz „sehr überzeugend“, kritisiert aber, dass de Botton selbst mit Devotionalien in das Museums-Shop-Geschäft eingestiegen ist.[23]

- Das von Ralph Krüger editierte Internetjournal Kulturbuchtipps.de beschreibt den Ansatz der beiden Autoren auf mehreren Seiten und bewertet das Buch als „hervorragende Publikation“.[24]